# Oziórnoie (Altai)
|  | Per a altres significats, vegeu «Oziórnoie». |

Oziórnoie (en rus: Озёрное) és un poble de la república de l'Altai, a Rússia, que el 2016 tenia 261 habitants, pertany al districte d'Ongudai.